# 首 (姓)
首（おびと）は、ヤマト政権のもとで行われた姓（かばね）の一つ。

## 概要
首長の尊称である「大人」（おおひと）に由来するものだという。
1. 稲荷山古墳出土鉄剣（推定471年）の銘文より「杖刀人の首」
2. 『日本書紀』巻第十五清寧天皇2年（481年）の「赤石郡（あかしのこおり）の縮見屯倉首（しじみのみやけ の おびと）忍海部造細目（おしぬみべ の みやつこ ほそめ）」[1]

とあるのは、尊称によるものである。また、同じ『書紀』第十三で、允恭天皇の皇后、忍坂大中姫（おしさかのおおなかつひめ）に対して過去に闘鶏国造（つげ の くに の みやつこ）が無礼を働いた際に、皇后が「首や、余（あれ）、忘れじ」と口にしたのは、「お前」という意味であったらしい。
氏姓制度の中では下級の称号であったらしい。パターンとしては3種類あり、
1. 部曲名を氏とする部民の統率者（地方伴造）に与えられる場合 - 海部首、山部首、忌部首、赤染部首など。「部」＋「首」となる。
2. 職名を氏とする帰化人（渡来人）系の氏に与えられる場合 - 西文首、馬飼首、韓鍛冶首など。1.とよく似ているが、大和朝廷との管掌的な立場から与えられたと思われる。「職掌名」＋「首」となる。
3. 屯倉の管掌者に与えられた場合。大戸部、大鹿首、新家首（「にいのみのおびと」と読む。物部氏の分流で、汗魔斯鬼足尼命の末裔と称する。「新家」は新たに設ける屯倉の意味）。「屯倉名」＋「首」となる。この型は6世紀以降に現れる。

吉田晶の『出雲国大税賑給歴名帳』の研究によると、出雲郡には1.のパターンが見られ、5世紀以前には、臣 - 首 - 部のヒエラルヒーが成立していたことが窺われる。
『日本書紀』によれば天武天皇 13年 （684年）の八色の姓 (やくさのかばね) により、「首」姓の一部は忌寸 (いみき) を賜姓されているが、多くは旧姓のままであった。その後、奈良時代にも首姓が与えられているが、孝謙天皇の天平勝宝9歳5月 (757年) 、聖武天皇の諱 (いみな) 「首」と藤原不比等の名前を姓名に使用することを禁じたため、「史」姓とともに「毗登 (ひと) 」姓に改められた。その後、称徳天皇崩御後の770年に「首」と「史」の氏族の区別がつかなくなったという理由で、元に戻されている。